# Antoine Despine
Pour les articles homonymes, voir Despine.
Charles-Humbert-Antoine Despine (dit Dr Despine père), né le 14 novembre 1777 et mort le 7 avril 1852 à Aix, est un médecin du XIXe siècle d'origine savoyarde, issu de la famille Despine (d'Espine).

## Biographie

### Origines
Charles-Humbert-Antoine Despine est né le 14 novembre 1777. Il est le fils aîné de Joseph Despine (1737-1830), frère du précédent, médecin, directeur des Thermes royaux d'Aix (1787-1830) et de Anne-Constance Burdin (1752-1822),. Issu d'une fratrie de neuf filles et six garçons, il a pour frère notamment Joseph-Charles-Marie (1792-1856), ingénieur et député représentant le duché de Savoie au Parlement de Turin. Deux de ses frères font du commerce à Marseille et un troisième a émigré en Guadeloupe.
Il est issu d’une famille de notables originaires des Bauges, les Despine (d'Espine).
Son oncle, le baron Jean-Baptiste Despine, célibataire et sans enfant, l'adopte le 19 janvier 1794 (30 nivôse de l'an II), et en fait son « héritier de ses biens et de son titre de baron »,. Le roi Charles-Albert de Sardaigne autorise par lettres patentes royales du 5 juin 1841 l'adoption,. Il est ainsi le chef de famille.
Le 16 avril 1806, il épouse Suzanne-Péronne Révillod (1784–1862). Cette dernière est la fille d'un propriétaire-rentier. Le mariage se fait sous le régime sans communauté. Suzanne-Péronne Révillod apporte une dot, mais possède aussi des biens paraphernaux. Le couple est installé à Annecy, mais Antoine Despine possède également une maison à Aix-les-Bains.

### Carrière médicale
Antoine Despine effectue des études de médecine à Montpellier, obtenant son doctorat en 1803. Sa thèse, présentée en l'an X (1802), s'intitule Essai sur la Topographie médicale d'Aix-en-Savoie (Dt du Mont-Blanc) et sur ses Eaux minérales, publié à Montpellier, chez G. Izard et A. Ricard.
Alors que son père est à la tête Thermes royaux de la ville d'Aix, il en devient le directeur-adjoint à partir de 1817. Il lui succède en 1830. Il est chargé notamment de cas « d'affections rhumatismales mais aussi de nombreuses maladies nerveuses. » Dans un ouvrage publié en 1840, De l'emploi du magnétisme animal et des eaux minérales dans le traitement des maladies nerveuses : suivi d'une observation très curieuse de guérison de névropathie, le docteur Despine décrit ses pratiques thérapeutiques concernant la catalepsie, notamment inspirées du docteur Jacques Henri Désiré Petetin (1744-1808), médecin lyonnais, président de la Société de médecine de cette ville.

### Activités annexes
Antoine Despine, domicilié à Annecy, est élu adjoint au maire de cette ville, en 1813. Il est bibliothécaire de la ville d'Annecy. En 1851, il fait partie des notables annéciens — avec Camille Dunant, Jules Philippe, Éloi Serand, le docteur Bouvier, Étienne Machard — qui réactivent la Florimontane, sous le nom de l’Association florimontane (1851), puis à la Société florimontane (1862),.
Il est élu membre Correspondant de l'Académie des sciences, belles-lettres et arts de Savoie, le 13 août 1820.
Il est membre correspondant de la Académie royale de médecine de Paris, en 1835.
En 1820, il doit intervenir financièrement pour aider ses deux frères dont les affaires à Marseille sont en grandes difficultés.

## Famille
Antoine Despine épouse en 1806, Suzanne-Péronne Révillod (1784–1862). Le couple a trois filles et cinq fils, dont :
- Constant-Claude-Joseph (1807—1873), médecin, médecin-directeur des thermes d'Aix[16]. Il hérite également du titre de baron. Chevalier des SS-Maurice-et-Lazare (1853), de la Légion d'honneur (15 mai 1861)[17],[4]. Élu membre de l'Académie des sciences de Turin, Correspondant de l'Académie des sciences, belles-lettres et arts de Savoie[4], le 14 août 1835[15],[18].
- Alphonse-Louis-Joseph (1818—1872), avocat et professeur de droit à Annecy[19]. Chevalier des SS-Maurice-et-Lazare. Élu membre Correspondant de l'Académie des sciences, belles-lettres et arts de Savoie, le 14 août 1862[15], membre de l'Académie florimontane d'Annecy et membre correspondant pour la Savoie du Comité des travaux historiques et scientifiques (1861-1872)[20].
- Félix-François-Antoine (1819—1883), haut fonctionnaire, chevalier de la Légion d'honneur (28 août 1860)[21], des SS-Maurice-et-Lazare (1862)[4],[22]. Élu membre Correspondant de l'Académie des sciences, belles-lettres et arts de Savoie, le 2 avril 1862[15],[23].

## Publications
- Observations de médecine pratique faites aux bains d'Aix-en-Savoie (1838)
- De l'emploi du magnétisme animal et des eaux minérales dans le traitement des maladies nerveuses : suivi d'une observation très curieuse de guérison de névropathie (1840) (lire en ligne sur Gallica).

### Fonds d'archives
- Série : Archives de la famille de Garbillon-Despine (XVIIIe siècle-1904). Fonds : Papiers personnels de Joseph Despine et des membres de sa famille (1792-1859); Cote : 11 J 103-623. Annecy : Archives départementales de la Haute-Savoie (présentation en ligne).
- Robert Gabion, Répertoire numérique détaillé du fonds Garbillon-Despine, vol. Sous-série 11 J, Annecy, Archives départementales de la Haute-Savoie, 1981, 438 p. .